# Nanofiltration
Nanofiltration ist ein druckgetriebenes Membranverfahren, das gelöste Moleküle, Schwermetall-Ionen und andere kleine Partikel zurückhält. Membranen, die in der Nanofiltration eingesetzt werden, haben definitionsgemäß eine Porengröße von höchstens 2 nm, was sie von gröberen Membranen unterscheidet, die in der Ultrafiltration und Mikrofiltration eingesetzt werden.  Zur vollständigen Trennung aller gelösten Stoffe vom Lösungsmittel ist allerdings das nächstfeinere Verfahren der Umkehrosmose erforderlich. Im Vergleich zur Umkehrosmose werden bei der Nanofiltration entsprechend gröbere Filter und geringere Arbeitsdrücke verwendet. Die zur Filtration verwendeten Membranen sind allerdings meist nur eingeschränkt temperatur- oder chemikalienbeständig, so dass die Anwendung der Methode im Wesentlichen auf die Wasserbehandlung begrenzt ist.

## Anwendungen
Nanofiltration wird z. B. angewendet zur Enthärtung und zur Entfernung von Schwermetallen in der Wasseraufbereitung von Produktionsabwässern. In Pilotprojekten (z. B. Heidelberg, Knittlingen) wird sie derzeit auch im Siedlungsbereich ausprobiert, wo sie neuartige Konstellationen von Wasserversorgung und Abwasserentsorgung erlaubt.
In Voerde, betrieben von der Tochtergesellschaft der Stadtwerke Dinslaken GmbH, den Wasserwerken Dinslaken GmbH, arbeitet eine Anlage zurzeit (2009) im Teillastbetrieb (Verschneidung mit Rohwasser um die Trinkwasserqualität wieder einzustellen). Sobald die Förderbrunnen der Stadt durch Rheinuferfiltrat kontaminiert werden, soll eine Vollaufbereitung erfolgen. 
Die Problematik des Rheinwasserzuflusses in den Grundwasserleiter (Aquifer) ist die Belastung mit Industriechemikalien und Humanpharmaka, die durch den Menschen eingetragen und ausgeschieden werden, so lassen sich Spuren von Antiepileptika und Analgetika wie Diclofenac nachweisen. Ferner sind auch Spuren der Antibabypille mit ihren hormonellen Bestandteilen festgestellt worden.